# Biwerbach
Biwerbach (luxembourgeois : Biwerbaach) est un lieu-dit de la commune luxembourgeoise de Biwer située dans le canton de Grevenmacher.
Il porte le nom du ruisseau Biwer.[réf. nécessaire]